# Grijze zandbij
De grijze zandbij (Andrena vaga) is een bij uit de familie Andrenidae.

## Kenmerken
De grijze zandbij is een van de grootste zandbijen. Het vrouwtje wordt 13 tot 15 millimeter lang. Het mannetje is kleiner en wordt 10 mm. De bij is zwart met een egaal lichtgrijze, donzige beharing over het gehele borststuk en kop. Het achterlijf is kaal en zwartglanzend. Het mannetje, dat duidelijk kleiner is dan het vrouwtje, lijkt een witte snor te hebben.
De bij heeft een vrij korte tong en bezit verzamelharen voor het stuifmeeltransport aan de achterpoten. De voorvleugels hebben drie submarginale cellen en een zeer zwak gekromde basale ader die schuin van het midden tot aan de rand van de vleugel loopt. De soort vliegt van maart tot en met mei, met de piek halverwege april. Vanaf de tweede helft van mei worden ze niet meer waargenomen. Als voedsel wordt stuifmeel van de wilg gebruikt; de zandbij is een soortspecifieke specialist. De vliegperiode is dan ook beperkt tot de bloeitijd van de wilgen, maar zodra de paardenbloem bloeit wordt daar ook wel stuifmeel gehaald. De soort leeft in pioniersvegetaties.
Grijze zandbijen hebben geen angel en kunnen dan ook niet steken.

## Verspreiding
De grijze zandbij komt voor in een groot deel van het Palearctisch gebied. Ze is wijdverspreid in Noord-, West- en Centraal-Europa. In Nederland is hij vrij zeldzaam. De bij is een pionier en in staat om snel een geschikte plek te bewonen. De populatie in Nederland is al jarenlang stabiel. De exacte aanwezigheid in België is nog niet erg duidelijk. Zeker is wel dat er op verschillende plaatsen grote groepen van voorkomen, onder meer op de Kesselse Heide.
De grijze zandbij leeft vooral in zandgrond in heide, bos of zandputten, in open plekken nabij dijken en rivieren. Het leefgebied is steeds in de omgeving van wilgen; deze bevinden zich gemiddeld in een straal van 250 meter eromheen.

## Levenscyclus

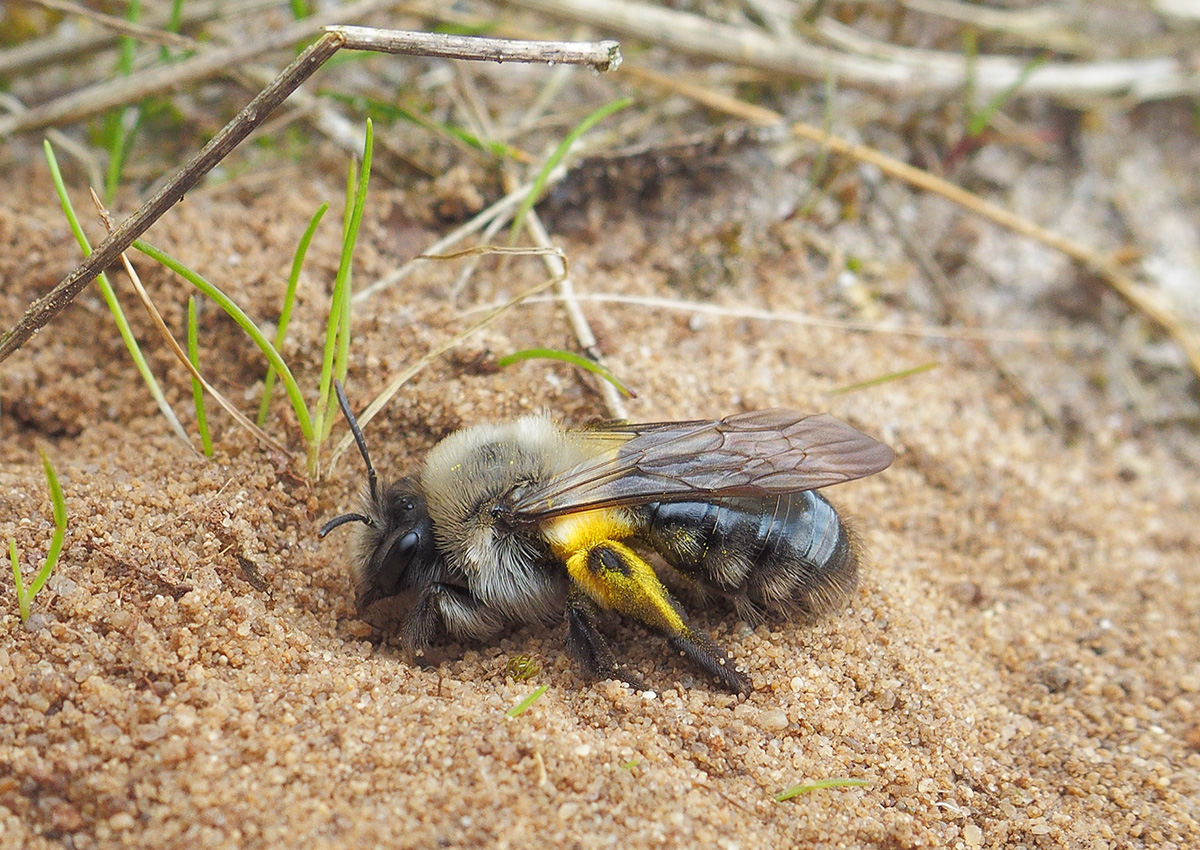
Grijze zandbij in het oosten van Nederland

In maart zijn de eerste mannetjesbijen waar te nemen. Ze worden een paar dagen voor de vrouwtjes actief. Op zoek naar vrouwtjes vliegen ze laag over de grond. Als een vrouwtje verschijnt, vliegen ze ernaartoe en proberen soms meerdere mannetjes tegelijk ermee te paren. De enige functie van de mannetjes is paren. Nadien sterven ze dan ook.
De vrouwtjes graven dan een nest met aan het eind zes tot tien broedcellen. Na het uitgraven van een broedcel gaat ze op zoek naar wilgenstuifmeel en nectar. Iedere keer dat ze het nest verlaat, sluit ze het af met zand. Het stuifmeel brengt ze mee als dikke gele bollen aan haar achterpoten en het nectar in de krop. In het nest kneedt ze van het stuifmeel en nectar een bolletje. Daarop legt ze een eitje. Zodra de broedcellen gevuld zijn, stopt ze met werken en sterft ook zij. De volwassen dieren leven dus minder dan een jaar.
Uit de eitjes komen larven. Deze spinnen zich tijdens de zomer in en vormen een cocon. Daarin ontwikkelt ze zich tot een volwassen bij en overwintert in haar cocon tot het volgende voorjaar. Dan graaft ze zich naar boven en begint een nieuwe cyclus.

## Nest
De grijze zandbij is een solitaire bij, wat wil zeggen dat ze alleen in een nest wonen. Dit wil niet zeggen dat hun nesten volledig geïsoleerd liggen. Integendeel, vaak leven ze in kolonies van soms meer dan 50 nesten per vierkante meter. Honderden dieren kunnen in elkaars buurt wonen.
Alleen de vrouwtjes graven een nest. Dit is herkenbaar aan het hoopje zand, gelijkend op een molshoopje, dat tot 5 cm hoog kan zijn. De ingang zit meestal niet helemaal in het midden. De nesten lopen 25 tot 50 centimeter loodrecht omlaag en vertakken dan in meerdere zijgangen waar aan het einde de verbrede broedcellen zich bevinden. Vaak zijn er veel nesten bij elkaar, die jarenlang gebruikt worden.

## Parasieten
De roodharige wespbij is bekend als nestparasiet van deze soort; waarschijnlijk is ook de pantserbloedbij dat. De wespbij zwerft gedurende de dag rond bij de nesten van de grijze zandbij en legt in een onbewaakt ogenblik de eitjes in het nest. Daarom worden deze bijen koekoeksbijen genoemd. Omdat deze eitjes iets eerder uitkomen dan die van de zandbij eet deze eerst de larve ervan op en daarna het voedsel.
De gewone wolzwever (Bombylius major) parasiteert ook op de grijze zandbij. Vrouwtjes van de gewone wolzwever vliegen laag over de nesten van de zandbij. Ze blijven even voor een nestingang zweven en schieten dan met een slingerbeweging van het achterlijf een ei in de nestingang.

## Onderscheid met gelijkaardige soorten
De grijze bij kan onderscheiden worden van enkele gelijkende soorten:

### Pluimvoetbij
De pluimvoetbij maakt eveneens kleine zandhoopjes. Deze verschijnen echter pas in de zomer, nadat die van de grijze zandbij verdwenen zijn. De pluimvoetbij zelf is geel behaard, in tegenstelling tot de grijs-witte beharing van de grijze zandbij.

### Asbij
De asbij is ongeveer even groot als de grijze zandbij, maar heeft een zwarte haarband op het borststuk.